# Lucas Meersman

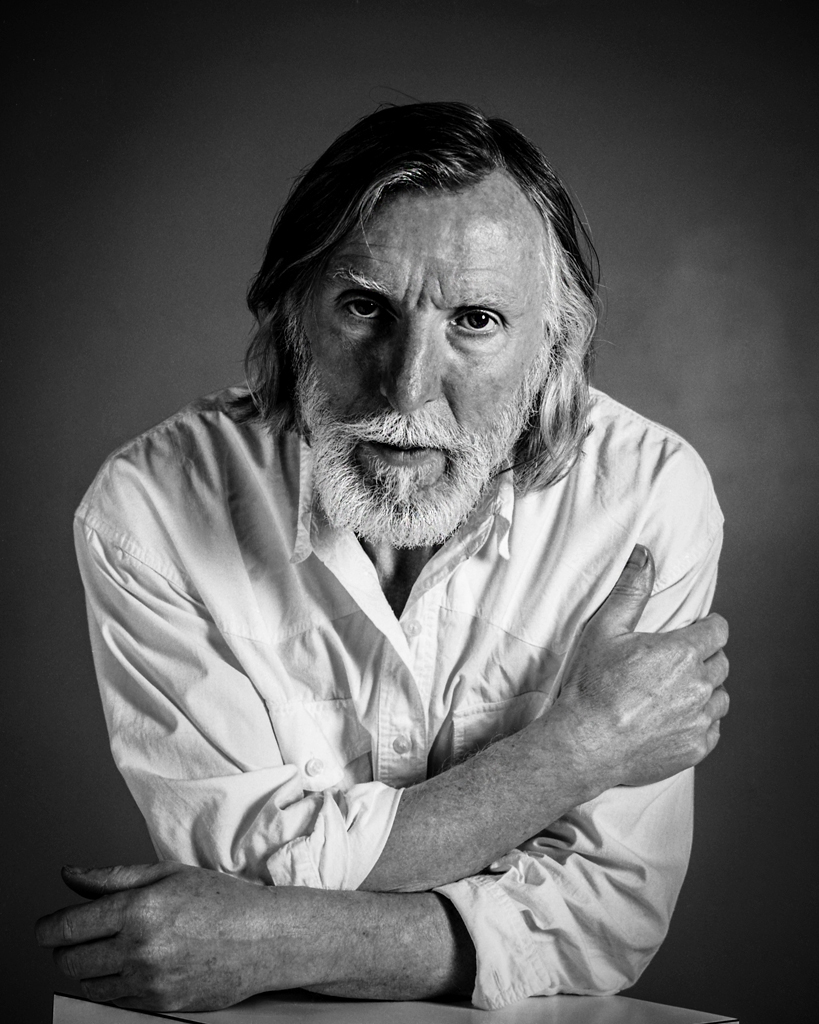

Lucas Meersman, (Temse, 18 augustus 1938) is een Vlaams beeldend kunstenaar.     
De jonge Meersman is opgegroeid in een geestelijk rijk kunstenaarsgezin.  Zijn vader, Arthur Meersman, was eveneens kunstschilder. Arthur Meersman was een leerling van Gustave Vandewoestijne.  Vele kunstenaars kwamen regelmatig op bezoek bij het gezin Meersman.    
Meersman studeerde in de jaren 50 aan de Koninklijke Academie voor Schone Kunsten te Antwerpen en te Luik en aan het Nationaal Hoger Instituut voor Schone Kunsten te Antwerpen.      
In de beginfase van zijn kunstenaarsloopbaan had hij een korte figuratieve periode met invloeden van Rouault en Chagall. Nadien werd hij een van de authentieke vertegenwoordigers van de informele en abstracte kunst.  
Hij werkte ook graag in de achterglastechniek (églomisé).  Bij deze techniek moet de eindlaag eerst worden aangebracht.  Goud en zilver gecombineerd met verf leveren samen met de glans van het glas leverden een hevige straling van de kleuren op. 

## Prijzen
Prijs van de stad Brussel (gouden eremedaille 1963)

## Expositie
Werken van Meersman zijn te zien in musea te Brussel, Oostende, Gent en Temse.  Zijn werk is opgenomen in de verzamelingen van de provincies Antwerpen en Oost-Vlaanderen.